# Stazione di Ceto-Cerveno
La stazione di Ceto-Cerveno è una fermata ferroviaria della linea Brescia-Iseo-Edolo posta in località Badetto di Ceto, a servizio di quest'ultimo comune e di quello di Cerveno.

## Storia
La fermata fu aperta al servizio pubblico il 4 luglio 1909 assieme al tronco ferroviario che collegava Breno a Edolo.

## Strutture e impianti
Il fabbricato viaggiatori è stato costruito secondo lo stile delle fermate della ferrovia Iseo-Edolo, nella variante con terrazzo, progettate dalla Società Nazionale Ferrovie e Tramvie (SNFT).
Il piazzale binari è composto dal solo binario di corsa della linea ferroviaria, a sua volta servito da una banchina lunga 80 m.

## Movimento
La fermata è servita dai treni regionali (R) Brescia-Edolo eserciti da Trenord nell'ambito del contratto stipulato con la Regione Lombardia.